# Twin Cinema
Twin Cinema è il terzo album in studio del gruppo musicale indie rock canadese The New Pornographers, pubblicato nel 2005.

## Tracce
1. Twin Cinema – 2:59
2. The Bones of an Idol – 2:51
3. Use It – 3:26
4. The Bleeding Heart Show – 4:27
5. Jackie, Dressed in Cobras – 3:06
6. The Jessica Numbers – 3:06
7. These Are the Fables – 3:29
8. Sing Me Spanish Techno – 4:16
9. Falling Through Your Clothes – 2:53
10. Broken Breads – 3:00
11. Three or Four – 3:07
12. Star Bodies – 4:07
13. Streets of Fire – 2:41
14. Stacked Crooked – 4:18

## Formazione
- A.C. Newman – voce, chitarra, ebow, sintetizzatore, armonica, armonium, xilofono
- Neko Case – voce
- John Collins – basso, chitarra, sintetizzatore, ebow, voce
- Kurt Dahle – batteria, percussioni, voce
- Dan Bejar – voce, chitarra, sintetizzatore, armonium
- Blaine Thurier – sintetizzatore
- Todd Fancey – chitarra
- Kathryn Calder – voce, piano